# Франц Лескошек
Франц Лескошек Лука (Цеље, 9. децембар 1897 — Љубљана, 5. јул 1983) био је учесник Првог светског рата и Народноослободилачке борбе, друштвено-политички радник СФРЈ и СР Словеније, јунак социјалистичког рада и народни херој Југославије.

## Биографија
Рођен је 9. децембра 1897. у Цељу. После завршене основне школе и три разреда Грађевинске школе, био је годину дана браварски шегрт у Жалцу, а потом је у Цељу учио металостругарски занат. Радио је у разним местима, Аустроугарске и Немачке, где се упознао са радничким покретом, а 1913. године се укључио у Синдикални покрет.
За време Првог светског рата, био је мобилисан у Аустроугарску војску и борио се на Италијанском фронту. После завршетка рата и формирања Краљевства Срба, Хрвата и Словенаца, 1918. године, радио је у разним предузећима у Словенији. Међу запосленим је радио на њиховом окупљању у Синдикат, и био је организатор неколико штрајкова, због чега је често отпуштан с посла.
Године 1926. постао је члан Комунистичке партије Југославије (КПЈ). Деловао је у УРС-овим синдикатима. Године 1933. изабран је за секретара Покрајинског одбора Савеза металских радника, а 1934. за председника Струковне комисије за Словенију. Јуна 1935. године учествовао је на сабору радничких друштава „Слобода“, а септембра исте године постао је члан Синдикалне комисије при Покрајинском комитету КПЈ за Словенију. 
Био је организатор радничких зборова и штрајкова у Трбовљу, Храстнику, Загорју, Цељу, Кочевју, Јасеницама, као и великог штрајка текстилних радника 1936. године. Због партијског деловања у Синдикалном покрету, крајем 1936. године је смењен са места секретара Покрајинског одбора Савеза металских радника, а маја 1937. са места председника Струковне комисије. 
Јуна 1936. године у Москви је изабран за члана Политбироа Централног комитета КПЈ, а на оснивачком конгресу Комунистичке партије Словеније, 1937. изабран је за секретара Централног комитета. Године 1938. постао је члан новог Политбироа ЦК КПЈ, који је организовао Јосип Броз Тито. Те исте године наступио је као кандидат листе радног народа на децембарским изборима за Народну скупштину Краљевине Југославије.
После забране „Делавског листа“, децембра 1939. године, и јачања полицијског терора прешао је у илегалност. Октобра 1940. године учествовао је у раду Пете земаљске конференције КПЈ у Загребу, на којој је поново изабран у чланство ЦК КПЈ. Од полиције се скривао у Тацену, под Шмартном гором и у Шмартну на Сави, одакле је илегално одлазио на партијска саветовања по целој Словенији и на разговоре са Јосипом Брозом Титом у Загреб. 

### Народноослободилачка борба
У време напада сила Осовине на Краљевину Југославију, руководио је седницом ЦК КП Словеније, 10. априла код Требња, а истог дана на седници ЦК КПЈ у Загребу, именован је за члана Војног комитета. Крајем априла, ЦК КПС, је под његовим руководством, упутио позив Словенцима да припремају отпор окупатору. Приликом конституисања Врховног пленума Освободилне фронте (ОФ) народа Словеније, 15. јуна 1941. године, постао је његов члан.
На седници Политбироа ЦК КПС, одржаној 22. јуна 1941. године, донета је одлука да о подизању устанка и формиран је Главни штаб словеначких партизанских чета, а Франц је именован за његовог команданта. Радио је на усмеравању и развоју оружаног устанка и првих словеначких партизанских јединица. Као члан Главног штаба НОП одреда Југославије, учествовао је војно-политичком саветовању у Столицама, 26. септембра 1941. године. После повратка у Словенију, радио је на спровођену одлука донетих на саветовању, као и на одбрани словеначког становништва од исељавања. 
Априла 1942. године Главни штаб НОП одреда Словеније, под његовом командом, је формирао четири групе Одреда. Иако је руковођење оружаном борбом из Љубљане било веома тешко, због окупационе блокаде града, у пролеће 1942. године успео је план Главног штаба и ослобођена је велика територија између Брода на Купи и Љубљане, на којој су формирани први органи народне власти. Франц Лескошек је половином јуна отишао на Кочевски рог, одакле је, заједно са ЦК КПС и Главним штабом Словеније руководио оружаном борбом у Словенији. 
После велике непријатељске офанзиве на партизане у Словенији и формирања оружаних јединица Беле гарде, Франц се у великој мери посветио политичком раду. Првог октобра 1942. године кооптиран је у Извршни одбор Освободилне фронте, а функцију командата Главног штаба је препустио Ивану Мачеку. Средином октобра, заједно са ИО Освободилне фронте, пребацио се у Полхограјске Доломите, где се у току новембра пребацио и ЦК КП Словеније. Децембра 1942. године Извршни одбор Освободилне фронте га је делегирао у Антифашистичко веће народног ослобођења Југославије (АВНОЈ).
На Кочевском збору, 3. октобра 1943. године, изабран је у Извршни одбор Словеначког народноослободичалког одбора и у делегацију за друго заседање АВНОЈ-а. На другом задесадњу АВНОЈ-а у Јајцу, 29. новембра 1943. године, изабран је у Председништво АВНОЈ-а. После повратка у Словенију, обишао је Нотрањску, Штајерску и Словеначко приморје, где је радио на учвршћивању организација ОФ, органа народне власти и јединица НОВЈ.

### Послератни период
После ослобођења вршио је разне одговорне политичке дужности у НР Словенији и ФНР Југославији. Био је министар за индустрију и рударство у првој словеначкој Влади. Од 1947. до 1951. године био је министар за тешку индустрију у Влади ФНРЈ. Од 1951. до 1953. био је председник Савета за индустријализацију НР Словеније, а од 1953. до 1958. члан Савезног извршног већа (СИВ). Од 1958. до 1963. године био је потпредседник Савезне народне скупштине, а од 1963. године члан Савета федерације. 
Народни посланик Народне скупштине НР Словеније био је од 1945. до 1963, а Савезне народне скупштине у два мандата, од  1946. до 1953. и од 1958. до 1963. године.
Председник Централног комитета Комунистичке партије Словеније био је од 1943. до 1948. године. Члан Извршног комитета Централног комитета Савеза комуниста Словеније био је од 1956. до 1966, а од 1966. до 1968. члан Председништва ЦК СКС. До 1964. године је био члан Политбироа ЦК СКЈ, а до 1969. члан Централног комитета СКЈ. Од 1953. године био је члан Председништва Главног одбора ССРН Југославије, а од 1967. члан Председништва Републичке конференције ССРН Словеније. 
Носилац је Партизанске споменице 1941. и других високих југословенских одликовања, међу којима су — Орден југословенске велике звезде, Орден јунака социјалистичког рада, Орден народног ослобођења, Орден партизанске звезде са златним венцем, Орден заслуга за народ са златном звездом, Орден братства и јединства са златним венцем и Орден за храброст. Орденом народног хероја одликован је 15. јула 1953. године. Имао је чин резервног генерал-потпуковника ЈНА.
Године 1952. проглашен је за почасног грађанина Цеља, а 1983. за почасног грађанина Љубљане.
Умро је 5. јула 1983. године у Љубљани. Сахрањен је у Гробници народних хероја у Цељу.

## Галерија
- Франц Лескошек Лука између 1935. и 1938.
- Франц Лескошек Лука на митингу, 1944.
- Франц Лескошек Лука, 1959.
- Франц Лескошек Лука са пионирком на Фестивалу омладинских хорова у Цељу, 1960.
- Франц Лескошек Лука, 1961.
- Франц Лескошек Лука на откривању споменика жртвама фашизма, 1961.
- Франц Лескошек Лука са, слева на десно, Борисом Крајгером, Видом Томшич, Владимиром БакарићемЕдвардом Кардељем и Михом Маринком на сахрани Божидара Лаврича, 1961.
- Орден народног хероја
- Партизанска споменица 1941.